# Ebenthal
Ebenthal je městys v Rakousku ve spolkové zemi Dolní Rakousy v okrese Gänserndorf.

## Geografie

### Geografická poloha
Ebenthal se nachází ve spolkové zemi Dolní Rakousy v regionu Weinviertel. Rozloha území městyse činí 18,15 km², z nichž 40,2 % je zalesněných.

### Části obce
Území městyse Ebenthal se skládá pouze z jedné části.

### Sousední obce
- na severu: Spannberg, Velm-Götzendorf, Dürnkrut
- na východu: Grub an der March
- na jihu: Angern an der March, Prottes, Matzen-Raggendorf
- na západu: Hohenruppersdorf

## Politika

### Obecní zastupitelstvo
Obecní zastupitelstvo se skládá z 15 členů. Od komunálních voleb v roce 2015 zastávají následující strany tyto mandáty:
- 8 ÖVP
- 5 SPÖ
- 2 FPÖ

### Starosta
Starostou městyse Ebenthal je Christoph Voit.